# 우크라이나 국립 민속 장식 박물관

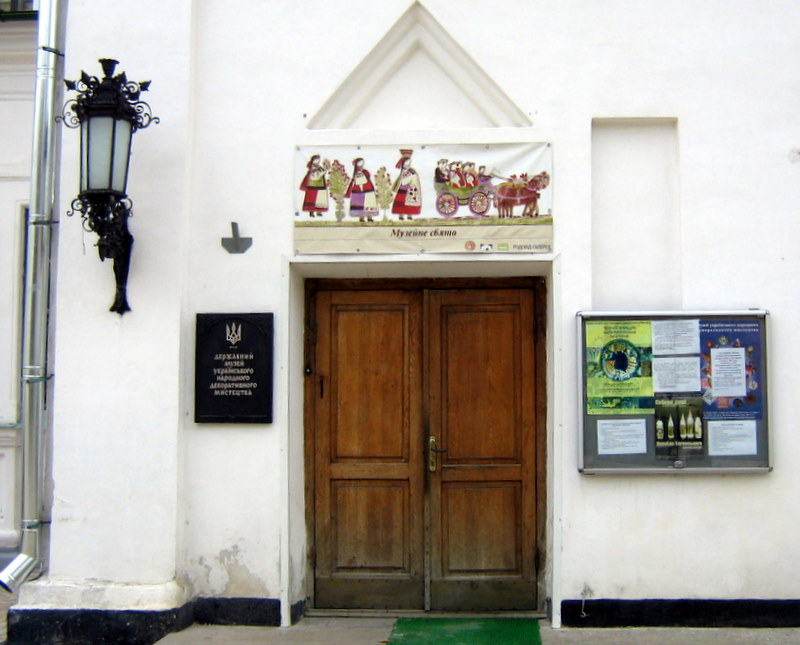
우크라이나 국립 민속 장식 박물관

우크라이나 국립 민속 장식 박물관(우크라이나어: Музей українського народного декоративного мистецтва)은 우크라이나 키이우에 위치한 박물관이다.